# Sala do Passado da Cidade de São Paulo

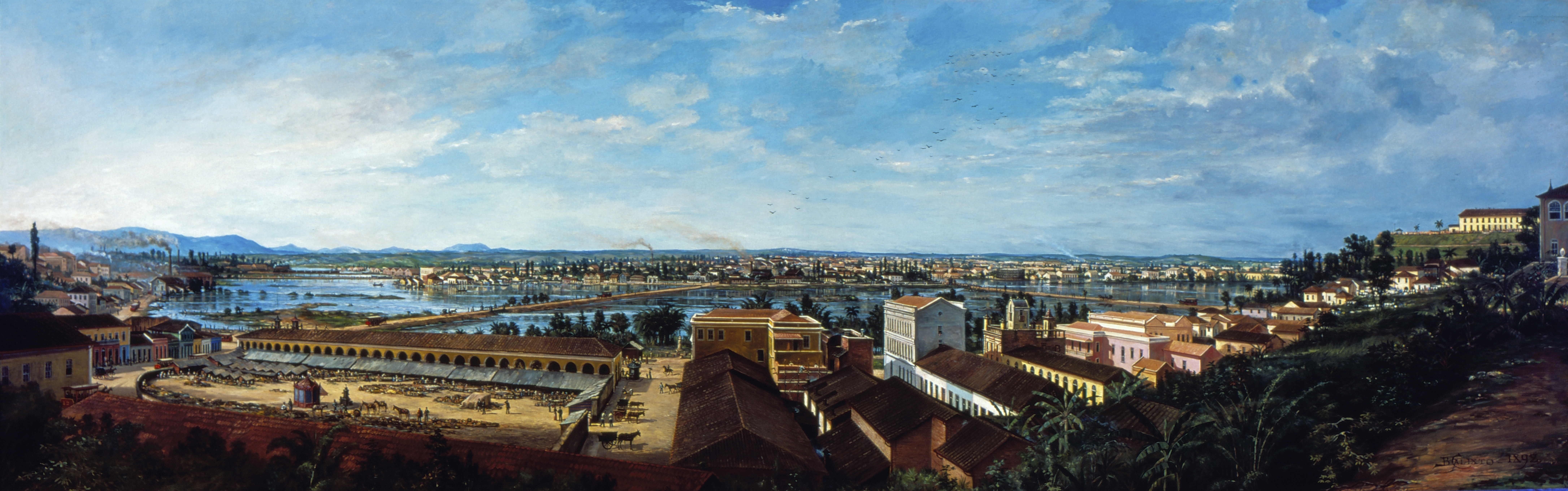
Inundação da Várzea do Carmo, 1892, Benedito Calixto de Jesus

Sala do Passado da Cidade de São Paulo ou Sala A-11 é uma sala de exposição no Museu do Ipiranga, organizada em 1922 pelo então diretor do museu, Afonso d'Escragnolle Taunay. Nela são expostos documentos do período colonial, como as atas da Câmara Municipal de São Paulo e de seu Registro Geral, de 1562 a 1882, além de plantas da cidade, diversos mapas e quadros que representavam edifícios e logradouros desaparecidos ou irreconhecíveis devido a mudanças arquitetônicas da cidade de São Paulo, como a Câmara de São Paulo em 1628 e a Rua do Rosário em 1858, entre outros. Há também diversos objetos antigos nas vitrines da sala, e um lustre antigo de cristal do século XIX proveniente do salão de baile da fazenda cafeeira do Comendador Manuel de Aguiar Vallim em Bananal, interior paulista.

## Lista de obras presentes na sala do Passado da Cidade de São Paulo
Segue uma lista de obras presentes na sala, citadas por Taunay no Guia da Secção Histórica do Museu Paulista, de 1937.
| Imagem | Nome da obra                                             | Data           | Artista                   | Materiais utilizados | Coleção                                                  | Versão audível |
| ------ | -------------------------------------------------------- | -------------- | ------------------------- | -------------------- | -------------------------------------------------------- | -------------- |
|        | Antiga Estação da Luz, 1880                              | 1923           | Jonas de Barros           | tinta a óleo         | Coleção Museu Paulista Coleção Fundo Museu Paulista      |                |
|        | Antiga Santa Casa, Rua da Gloria, 1858                   | 1919           | André Figurey             | tinta a óleo         | Coleção Museu Paulista Coleção Fundo Museu Paulista      |                |
|        | Caixa D'Água de São Paulo, 1860                          | século XX      | Jonas de Barros           | tinta a óleo         | Coleção Museu Paulista Coleção Fundo Museu Paulista      |                |
|        | Convento de Santa Tereza                                 | 1919           | Alípio Dutra              | tinta a óleo         | Coleção Museu Paulista Coleção Fundo Museu Paulista      |                |
|        | Convento e Várzea do Carmo, 1870                         | século XX      | Graciliano Vicente Xavier | tinta a óleo tela    | Coleção Fundo Museu Paulista Coleção Museu Paulista      |                |
|        | Estação da Luz, 1880                                     | século XX      | Benedito Calixto          | tinta a óleo tela    | Coleção Fundo Museu Paulista Coleção Museu Paulista      |                |
|        | Igreja e Páteo da Misericórdia                           | 1922           | José Wasth Rodrigues      | tinta a óleo         | Coleção Museu Paulista                                   |                |
|        | Inundação da Várzea do Carmo                             | 1892           | Benedito Calixto          | tinta a óleo         | Coleção Benedito Calixto de Jesus Coleção Museu Paulista |                |
|        | Largo de São Bento, 1880                                 | século XX      | N. Petrili                | tinta a óleo         | Coleção Museu Paulista Coleção Fundo Museu Paulista      |                |
|        | Largo dos Remédios, 1862                                 | década de 1900 | Benedito Calixto          | tinta a óleo         | Coleção Museu Paulista                                   |                |
|        | Largo e Matriz do Brás, 1862                             | 1918           | Benedito Calixto          | tinta a óleo         | Coleção Museu Paulista                                   |                |
|        | Largo e Mosteiro de São Bento, 1830                      | 1918           | José Wasth Rodrigues      | tinta a óleo         | Coleção Museu Paulista                                   |                |
|        | Muro do Convento de Santa Teresa                         | 1918           | Eurico de Vio             | madeira tinta a óleo | Coleção Museu Paulista Coleção Fundo Museu Paulista      |                |
|        | O Ipiranga, 1854                                         | década de 1910 | Alípio Dutra              | tinta a óleo         | Coleção Museu Paulista Coleção Fundo Museu Paulista      |                |
|        | Pateo do Colégio, 1858                                   | 1918           | José Wasth Rodrigues      | tinta a óleo         | Coleção Museu Paulista                                   |                |
|        | Paço Episcopal de São Paulo, 1822                        | 1919           | André Figurey             | tinta a óleo         | Coleção Museu Paulista Coleção Fundo Museu Paulista      |                |
|        | Paço Municipal, 1628                                     | 1920           | José Wasth Rodrigues      | tinta a óleo         | Coleção Museu Paulista                                   |                |
|        | Paço Municipal, Fórum e Cadeia de São Paulo, 1862        |                | Benedito Calixto          | tinta a óleo         | Coleção Museu Paulista                                   |                |
|        | Páteo da Sé e Igreja de São Pedro, 1858                  | 1919           | José Wasth Rodrigues      | tinta a óleo         | Coleção José Wasth Rodrigues Coleção Museu Paulista      |                |
|        | Rua Alegre, 1860 (Rua Brigadeiro Tobias)                 | século XX      | N. Petrili                | tinta a óleo         | Coleção Museu Paulista Coleção Fundo Museu Paulista      |                |
|        | Rua Direita e Largo São Pedro no Páteo da Sé, 1858       | 1922           | José Wasth Rodrigues      | tinta a óleo         | Coleção Museu Paulista                                   |                |
|        | Rua Tabatinguera, 1860                                   | 1862           | Bertha Worms              | tinta a óleo tela    | Coleção Museu Paulista                                   |                |
|        | Rua da Constituição, 1862 (Rua Florêncio de Abreu)       | agosto de 1918 | Benedito Calixto          | tinta a óleo         | Coleção Museu Paulista                                   |                |
|        | Rua da Cruz Preta, 1858 (Quintino Bocaiuva)              | século XX      | Benedito Calixto          | tinta a óleo         | Coleção Museu Paulista                                   |                |
|        | Rua da Glória e Largo de São Paulo                       |                | José Wasth Rodrigues      | tinta a óleo         | Coleção Museu Paulista                                   |                |
|        | Rua da Quitanda, 1858                                    | século XX      | Benedito Calixto          | tinta a óleo tela    | Coleção Fundo Museu Paulista Coleção Museu Paulista      |                |
|        | Rua da Quitanda, 1858 (Rua Alvares Penteado e São Bento) |                | Benedito Calixto          | tinta a óleo         | Coleção Museu Paulista                                   |                |
|        | Rua do Rosário, 1858                                     | 1920           | José Wasth Rodrigues      | tinta a óleo         | Coleção Museu Paulista                                   |                |
|        | Rua do Rosário, 1858                                     | 1920           | Alfredo Norfini           | tinta a óleo         | Coleção Museu Paulista                                   |                |
|        | Ruínas da Igreja do Colégio, 1862                        | século XX      | Jonas de Barros           | tinta a óleo         | Coleção Museu Paulista Coleção Fundo Museu Paulista      |                |
|        | Teatro São José, 1860                                    | 1919           | Maria Luiza Pompeu        | tinta a óleo         | Coleção Museu Paulista Coleção Fundo Museu Paulista      |                |
|        | Várzea do Carmo e Rio Tamanduateí, 1858                  | 1922           | José Wasth Rodrigues      | tinta a óleo         | Coleção Museu Paulista                                   |                |